# Nhân Vũ

Vị trí tại Cao Hùng

Nhân Vũ (tiếng Trung: 仁武區; bính âm: Rénwǔ Qū) là một khu (quận) của thành phố Cao Hùng, Trung Hoa Dân Quốc (Đài Loan). Nhân Vũ có địa hình bằng phẳng ở phía tây, trong khi phía đông có nhiều đồi núi. Diện tích của quận là 36,0808 km², dân số vào tháng 8 năm 2011 là 74.123 người thuộc 26.802 hộ gia đình, mật độ cư trú đạt 2054,4 người/km².